# Mariano D'Abbraccio
Mariano Ricardo D'Abbraccio Pardo (May) (20 de julio de 1981) cantante, productor y compositor argentino. Nacido en Rafael Calzada, localidad de la provincia de Buenos Aires.

## Sus comienzos
Descendiente directo de Luis “El Chino” D’Abbraccio (legendario compositor de tango que acompañaba a D’Arienzo y Gardel entre otros) comenzó a sus cortos 5 años a jugar con el órgano del Colegio donde trabajaban sus padres, dejando a la vista grandes cualidades naturales.
Durante su infancia, se mostró atraído por las distintas manifestaciones artísticas, dibujo, pintura, teatro, música, y a modo de estímulo ante su marcada timidez, su madre lo impulsó a perfeccionarse en estos rubros hasta encontrar realmente el que le diera mayor seguridad. Desde entonces, no volvió a separarse de la música: A los 13 años se presenta por primera vez en público, y a partir de ahí comienzan sus inquietudes por convertir esto en su vida misma. Forma y lidera diversas bandas de barrio basadas en su primer amor “The Beatles” (a quienes siempre reconoce como su inspiración y escuela para ser lo que es).

## Su carrera
En el año 2002 integra la banda “Kaleidos”, junto a ellos graba dos álbumes (“I-Reality Show” y “Despertar”) y realiza una gira por España, promocionando su arte en los medios y llevando a cabo incontables conciertos en la península ibérica.
En el año 2005, sufre la muerte de su madre, y con esta perdida gana una madurez y una sensibilidad muy especial, que lo llevan a expresarse en su totalidad por medio de la música, es entonces cuando sus horizontes compositivos y las inquietudes por dejar un gran mensaje de amor en la sociedad crecen a pasos agigantados y le abren un mundo nuevo. 
Comienza a vincularse con las actividades benéficas y lidera diversas campañas solidarias con el propósito de ayudar al más necesitado, y utilizando su condición de artista, la cual le permite una gran llegada a la gente, hace crecer el proyecto día a día de la mano de amigos y colegas, como una responsabilidad social propia. 
Ese mismo año, como cocompositor de dos temas participa del álbum del cantautor Axel (cantante) titulado "Hoy (álbum de Axel)" , el cual alcanza el galardón de doble platino en Argentina. 
En el año 2010, la compañía discográfica "Aluvión Zoo", edita su primer material discográfico como 

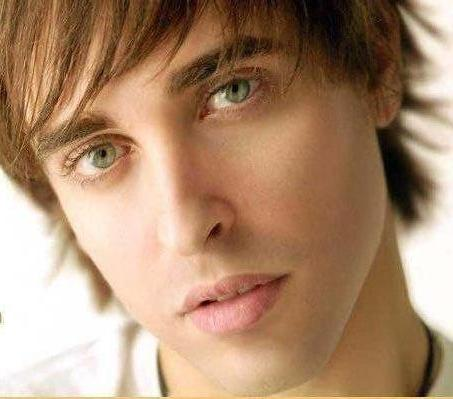
May - año 2009

 solista, llamado “La fábrica de canciones”, álbum a través del que narra una nueva etapa de su vida, encarada de forma optimista y positiva, dándole color a un manojo de canciones que vuelcan la honestidad de sus influencias musicales y la sencillez de las letras cotidianas con las historias simples que todos podemos vivir. 
La presentación del álbum es acompañada por una gira encabezada por los simples: “Piedra, papel o tijera” y “El mundo junto a ti”, que lo lleva por diversos escenarios internacionales. 
En el año 2014 lanzó su segundo álbum solista, "Un beatle", el cual ya tiene su corte activo por las distintas redes sociales y medios llamado "Día a Día". Este nuevo material discográfico fue grabado, mezclado y masterizado entre agosto de 2013 y septiembre de 2014 en "La Julieta Estudios Living Room", y publicado por "Anthill Work Producciones". Dedicado a su hija Julieta.

## Discografía
- I-Reality show (Kaleidos) (2003)
- Despertar (Kaleidos) (2007)
- La fábrica de canciones (2010)
- La fábrica de canciones EP (2012)
- Un beatle (2014)